# 鈴木孝志
鈴木 孝志（すずき たかし、1971年4月20日 - ）は、日本中央競馬会 (JRA) ・栗東トレーニングセンターに所属している調教師。

## 来歴
1994年、7月よりJRA競馬学校厩務員課程に入学する。羽月友彦は競馬学校同期入学の同級生である。
1995年、競馬学校卒業後の1月から栗東・岩元市三厩舎所属の厩務員となるが、同月すぐに調教厩務員に転向した。
1996年、6月より調教助手に転向。ポレールらを担当する。
「30歳までは調教師になろうという気持ちが少なかった」というが、岩元の勧めを受け調教師を志す。
2009年、2月12日にJRA調教師免許試験に合格したことが発表され、3月1日付で調教師免許免許を取得した。
2010年、3月1日付で厩舎開業。
2016年12月17日、中京競馬第3Rをオルノスで勝利し、JRA通算100勝を達成した。
2021年1月17日、中京競馬第1Rをエイユーストロングで勝利し、JRA通算200勝を達成した。

## 調教師成績
|                 | 日付          | 競馬場・開催  | 競走名             | 馬名             | 頭数 | 人気 | 着順 |
| --------------- | ------------- | ------------- | ------------------ | ---------------- | ---- | ---- | ---- |
| 初出走          | 2010年3月6日  | 2回中京1日2R  | 3歳未勝利          | オーナーズアイ   | 16頭 | 14   | 11着 |
| 初勝利          | 2010年7月3日  | 3回阪神5日3R  | 障害3歳上未勝利    | カシノダンク     | 10頭 | 8    | 1着  |
| 重賞初出走      | 2010年3月21日 | 1回阪神8日11R | 阪神大賞典         | ドリームフライト | 14頭 | 13   | 6着  |
| 重賞初勝利      | 2019年8月14日 | 10回佐賀3日9R | サマーチャンピオン | グランドボヌール | 11頭 | 3    | 1着  |
| JRA・重賞初勝利 | 2020年2月9日  | 2回京都4日11R | きさらぎ賞         | コルテジア       | 8頭  | 7    | 1着  |

## 主な管理馬
- グランドボヌール（2019年サマーチャンピオン）
- コルテジア（2020年きさらぎ賞）
- セルバーグ（2023年中京記念[5]）

## 主な厩舎スタッフ
- 小栗実（2010-2021 厩務員、調教助手、のちに栗東所属の調教師[6]）
- 高橋一哉（2018-2023 調教助手、のちに栗東所属の調教師）